# Jayden Braaf
Jayden Braaf, né le 31 août 2002 à Amsterdam aux Pays-Bas, est un footballeur néerlandais qui évolue au poste d'attaquant à l'Hellas Vérone.

## Biographie

### En club
Né à Amsterdam aux Pays-Bas Jayden Braaf, est notamment formé par l'Ajax Amsterdam, l'Amsterdamsche FC (en) et le PSV Eindhoven avant de rejoindre Manchester City en 2018, où il poursuit sa formation. Jeune joueur prometteur, il se montre régulièrement décisif avec l'équipe réserve des Skyblues, notamment lors de la saison 2019-2020. Le 1er février 2021 il est prêté jusqu'à la fin de la saison à l'Udinese Calcio.
Braaf joue son premier match en professionnel avec ce club, le 28 février 2021, lors d'une rencontre de championnat contre l'ACF Fiorentina. Il entre en jeu à la place de Fernando Llorente et son équipe s'impose par un but à zéro. Il marque son premier but en professionnel le 25 avril 2021, contre le Benevento Calcio, en championnat. Entré en jeu à la place de Stefano Okaka, il participe à la victoire de son équipe par quatre buts à deux.
Lors de l'été 2022, Jayden Braaf rejoint librement le Borussia Dortmund. Le transfert est annoncé dès le 27 mai 2022 et il signe un contrat le liant au club jusqu'en juin 2025,. 
Le 16 janvier 2023, lors du mercato hivernal, Jayden Braaf est prêté par le Borussia Dortmund à l'Hellas Vérone jusqu'à la fin de la saison. Le club italien dispose d'une option d'achat sur le joueur. 
Le 28 juin 2023, Braaf s'engage définitivement avec le Hellas Vérone. Il signe un contrat courant jusqu'en juin 2026. 
Jayden Braaf rejoint l'US Salernitana le 11 août 2024, sous la forme d'un prêt d'une saison,.

### En sélection
Jayden Braaf représente l'équipe des Pays-Bas des moins de 18 ans pour un total de trois matchs joués en 2019. Il marque notamment deux buts contre la Belgique le 11 octobre 2019 (victoire 3-2 des Pays-Bas).